# Лімузен
Лімузен (фр. Limousin) — історичний регіон на південному заході центральної частини Франції з 1 січня 2016 у складі регіону Нова Аквітанія. Головне місто Лімож. 

## Географія
Регіон включає департаменти Крез, Коррез, Верхня В'єнна. Через нього протікають річки В'єнна, Крез.   

## Історія
Лемузинська мова — діалект окситанської мови, від якої походить каталонський піддіалект.

## Економіка
Традиційно в Лімузені займаються розведенням великої рогатої худобі. В регіоні функціонують два потужні, всесвітньо відомі підприємства, Legrand (виробництво електрообладнання) а також Madrange (харчові продукти).     

## Населення
Кількість населленя, що проживає в регіоні становить 750 тис. осіб. Це найменш заселений після Корсики регіон. До 1999 року кількість населення постійно зменшувалася, а також спостерігалося підвищення середнього віку. Починаючи с 2004 року кількість населення Лімузену повільно збільшується.        